# Western Union

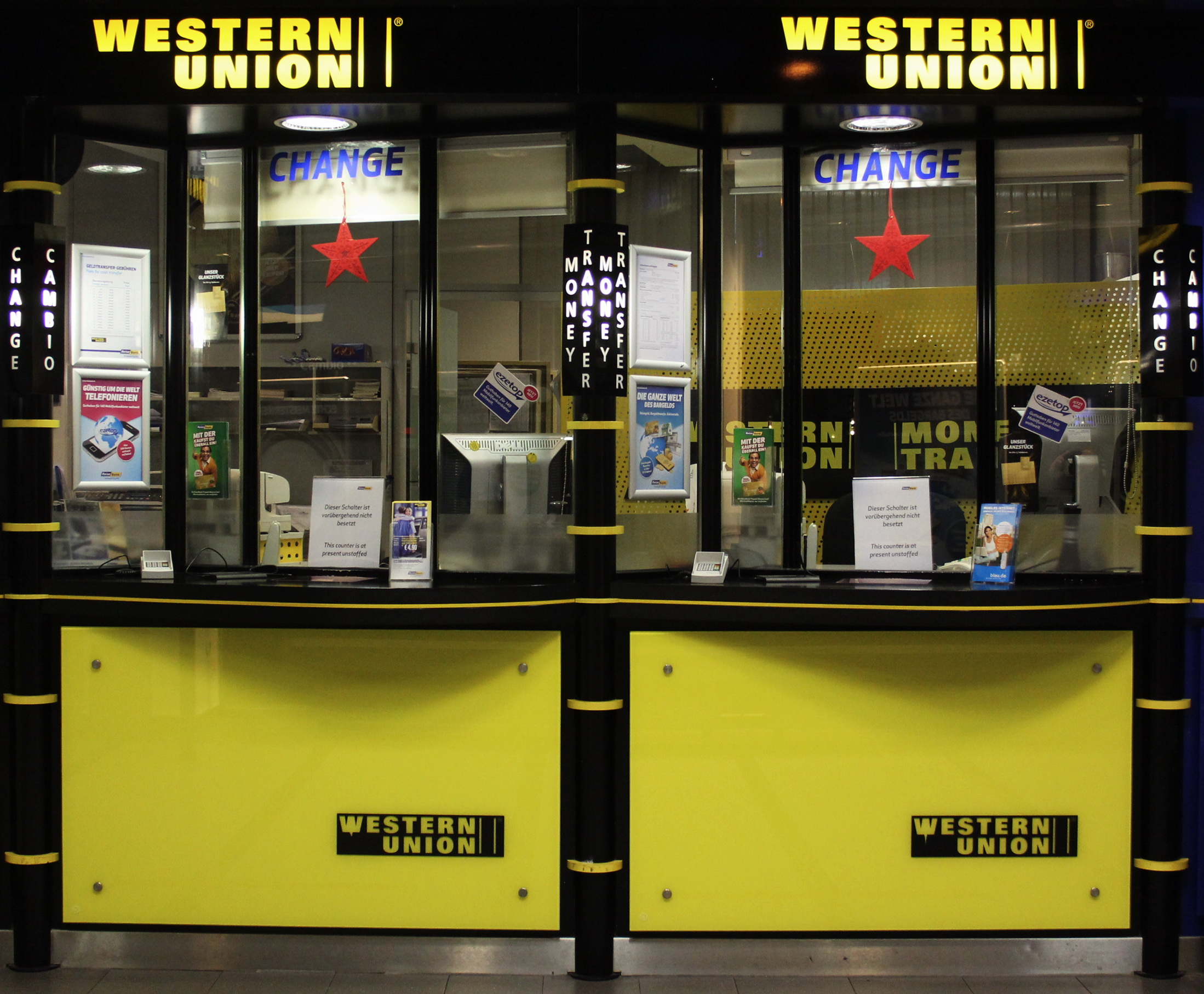
Mostradores de servicio en la Estación Central de Múnich

The Western Union Company (NYSE: WU) es una corporación multinacional estadounidense de servicios financieros con sede en Denver, Colorado.
Fundada en 1851 como New York and Mississippi Valley Printing Telegraph Company en Rochester, Nueva York, la empresa cambió su nombre por el de Western Union Telegraph Company en 1856 después de fusionarse con varias otras empresas de telégrafos. Dominó la industria de la telegrafía estadounidense desde la década de 1860 hasta la de 1980, fue pionera en tecnologías como el télex y desarrolló una gama de servicios relacionados con el telégrafo, incluida la transferencia electrónica de dinero, además de su negocio principal de transmisión y entrega de mensajes de telegramas.
La empresa ofrece varios servicios, que incluyen transferencias de dinero persona a persona, órdenes de dinero y servicios comerciales. El 5 de diciembre de 2005, la empresa contaba con más de 250.000 puntos de venta en 195 países diferentes del mundo. También reportó unos beneficios del orden de 3.000 millones de dólares anuales.

## Historia
Western Union fue fundada en Rochester, Nueva York, en 1851, con el nombre de The New York and Mississippi Valley Printing Telegraph Company.
Después de que Jeptha Wade adquiriera una serie de compañías de la competencia, la empresa cambió su nombre a Western Union Telegraph Company en 1856 después de la insistencia de Ezra Cornell (uno de los fundadores de la Universidad de Cornell) para que su nombre reflejara la unión de las líneas telegráficas que iban de costa a costa.
Western Union completó la primera línea telegráfica transcontinental en 1861. En 1865 abordó el proyecto de un  telégrafo ruso-estadounidense en un intento de unir América con Europa. Esta línea pasaba por Alaska, Siberia y finalmente Moscú. 
En 1871 la compañía introdujo su servicio de transferencia de dinero, sobre la base de su extensa red de telégrafos.
En 1879, Western Union, salió del negocio de telefonía, después de haber perdido un pleito de patentes con Bell. Como el teléfono sustituye al telégrafo, la transferencia de dinero pasa a ser su principal negocio.
Western Union se convirtió en la primera empresa de telecomunicaciones de América en mantener su propia flota de satélites de comunicaciones geosincrónica, a partir de 1974.
Debido a la disminución de los beneficios y a las deudas, Western Union lentamente comenzó a deshacerse de las telecomunicaciones basado en activos a partir de comienzos del decenio de 1980. Debido a la desregulación en el momento, Western Union comenzó a enviar dinero fuera del país.
Western Union es también el nombre de un buque que trabajó para la misma empresa. Este está trabajando actualmente en Key West, Florida, donde fue construido y puesto en marcha. El Western Union tiene 130 pies de largo, pesa 91,91 toneladas y está configurado como un barco de pasajeros.

## La participación a principios de las redes de computadoras
Western Union participa en la Automatic Digital Network (AUTODIN), una aplicación militar para la comunicación que se empezó a desarrollar en la década de 1960 y se convirtió en el precursor de la Internet, que surgió en los 1990. En Estados Unidos, el Defense Message System (DMS) sustituyó a AUTODIN en el año 2000.
AUTODIN era un servicio muy primitivo que utilizaba lectores de tarjetas perforadas para enviar y recibir datos a través de líneas de transmisión simétrica. 
Western Union fracasó en sus intentos de ingeniar un sustituto (AUTODIN II), lo que permitió el desarrollo de un aceptable de conmutación de paquetes de red BBN (el promotor de ARPANET) que se convirtió en el fundamento de la actual Internet. AUTODIN dejó de funcionar en 2000, cuando hacía años que ya estaba obsoleto.

## Fin de los telegramas
A principios de 2006, Western Union hizo público el siguiente anuncio en su web:

«Con efecto a 27 de enero de 2006, Western Union suspende todos los telegramas y los servicios de mensajería comercial. Lamentamos cualquier inconveniente que esto pueda causarle y le damos las gracias por su leal patrocinio. Si usted tiene alguna pregunta o duda, póngase en contacto con un representante de servicio al cliente.»

Esto puso fin a la era de los telegramas que se había iniciado en 1851 con la fundación de la Nueva York y Mississippi Valley Printing Telegraph Company, y que abarcó 155 años de servicios ininterrumpidos. Western Union informó de que el envío de telegramas se había reducido a un total de 20 000 al año, debido a la competencia de otros servicios de comunicación como el correo electrónico. Los empleados fueron informados a mediados de enero de la decisión.

## Bloqueo de transacciones
Western Union bloquea transacciones basadas en la sospecha de conexiones terroristas, como parte de la participación con la guerra contra el terrorismo. En la práctica, esto a menudo significa denegar el servicio a algunos remitentes que no especifican nombres completos. También se bloquean transacciones de personas basado en criterios que la empresa se niega a revelar. Actualmente, en las transferencias enviadas por Western Union es obligatorio confirmar la identidad del remitente. Ocasionalmente, la transferencia no se concretará a pesar de haberse pagado por ello y el servicio de atención al cliente informará al remitente de que la transacción "no se realizará por decisión de negocios". El coste total de la transacción, sin embargo, sigue siendo a cargo de la tarjeta bancaria del remitente, que es devuelto posteriormente pero cuando este pago fue hecho por la compra de productos o servicios, esto genera un daño al vendedor.
Western Union bloquea el servicio después de aceptar tal transferencia y entregar un número de transferencia. Por lo mismo, se recomienda para transferencias usar siempre nombres completos y verificar dicha información con el agente. Western Union informa a sus clientes bloqueados que las transacciones son solamente para cuestiones relativas a la ayuda familiar y no a cobros por la venta de servicios y productos por Internet, sin embargo en su sitio Web y en los formularios de pago.

## Fraudes
Western Union aconseja a sus clientes que no envíen dinero a personas desconocidas y da recomendaciones para ser utilizada como medio de pago para la compra de productos y Servicios por Internet ya que coexisten actividades en la web que son lícitas y otras que no. 
Western Union no paga impuestos a las ganancias para los envíos de dinero de ayuda familiar pero cuando las transferencias son realizadas por el pago de Productos y Servicios debería hacerlo, sin embargo al hacer figurar todas sus transacciones como ayuda familiar, esto le facilitaría no realizar el pago del impuesto correspondiente. 
En sus formularios de pagos realizados en Argentina, no segmenta el envío de dinero para ayuda familiar de los envíos de dinero por pagos de productos y servicios lícitos en la web.
A pesar de sus esfuerzos en concienciar a sus usuarios del problema, los timadores siguen usando Western Union para fraude electrónico.
Western Union ha sido obligada a mantener registros de las transferencias para evitar el lavado de dinero. Sin embargo, esta información solo se puede obtener con una orden judicial, y por ello casos como la estafa nigeriana o la estafa romántica se siguen dando a través de Western Union, porque una vez que el dinero llega al estafador extranjero, resulta casi imposible de recuperar. La compañía puso a disposición de los clientes que piensan que han podido ser estafados una dirección de correo electrónico: spoof@westernunion.com.
Por esta razón, se prohibió como método de pago en eBay.